# Mycetophila dististylata
Mycetophila dististylata är en tvåvingeart som först beskrevs av Mitsuhiro Sasakawa 1964.  Mycetophila dististylata ingår i släktet Mycetophila och familjen svampmyggor. Inga underarter finns listade i Catalogue of Life.